# Solvay-eljárás
A Solvay-eljárás  Ernest Gaston Solvay belga kémikus által 1861-ben szabadalmaztatott eljárás a mosószóda, vagyis nátrium-karbonát előállítására. Napjainkban a legelterjedtebb módszer, 2005-ben a termelést világszinten nagyjából 42 millió tonnára becsülték, ami 6 kg minden személyre a földön. A 2020-as évekre a termelés kb. 60%-ára csökkent.

## Az eljárás története

A Solvay-eljárás vegyi átalakulásai. Zölddel az alapanyagok, pirossal a végtermék van jelölve

Az ókortól a szikes talajokon összesepert, áztatással tisztított mosószódát használták széleskörűen, így elég drága anyagnak számított. A szóda ipari előállítását 1790 körül a Leblanc-féle eljárás tette lehetővé. 1861-ben egy jóval hatékonyabb módszer váltotta fel. Ernest Solvay belga kémikus testvérével, Alfreddel együtt dolgozta ki a máig használatos Solvay-eljárást. 1863-ban megalapította a Solvay & Cie vállalatot Couillet városában, majd világszerte számos Solvay-üzemet indított be. A szabadalmaztatás révén a feltaláló jelentős vagyonra tett szert. A haladó nézeteket valló gyártulajdonos saját üzemében bevezette a 8 órás munkanapot, dolgozóinak nyugdíjat és fizetett szabadságot is biztosított. Halála után, az 1920-as években terjedt el szélesebb körben, napjainkban szinte kizárólag ezt az eljárást alkalmazzák.

## Érdekességek
- USA New York államában a falut, ahol a gyártást elindították, 1884-től Solvay-nak hívják. Eredeti neve Geddesburgh az alapítója James Geddes mérnök után.

## Folyamata
A Solvay-eljárás során a mosószódát mészkőből (kalcium-karbonát) és tömény konyhasó oldatból állítják elő. A kalcium-karbonátot addig hevítik, amíg kalcium-oxid és szén-dioxid keletkezik belőle, majd a szén-dioxidot ammóniás nátrium-klorid vizes oldaton buborékoltatják át. Az oldatból ekkor nátrium-hidrogénkarbonát, vagyis szódabikarbóna válik ki, amit szárítással és további hevítéssel mosószódává és szén-dioxiddá alakítanak. Az ammónium-kloridot az első lépésből származó kalcium-oxiddal hevítik az ammónia visszanyerésére. Ily módon az eljárás melléktermékei visszafordíthatóak a folyamatba, így katalizátorként viselkednek.
A folyamat során sokrétűen használható kalcium-klorid is keletkezik, a katalizátorok mellett az alapanyagok átalakításának energiaszükségletét kell fedezni.